# Mestre da mesa
Mestre da mesa (em grego: ὁ ἐπὶ τῆς τραπέζης; romaniz.: Epi tēs trapezēs; lit. "aquele encarregado da mesa") era um ofício cortesão bizantino responsável pelos banquetes imperiais.

## História
O ofício, mais plenamente conhecido como doméstico da mesa imperial (em grego: δομέστικος τῆς βασιλικῆς τραπέζης; romaniz.: domestikos tēs basilikēs trapezēs), mestre da mesa imperial (em grego: ὁ ἐπὶ τῆς βασιλικῆς τραπέζης; romaniz.: epi tēs basilikēs trapezēs) ou mestre da mesa do senhor (em grego: ὁ ἐπὶ τῆς τραπέζης τοῦ δεσπότου; romaniz.: epi tēs trapezēs tou despotou), é mencionado pela primeira vez no século VII, mas a fonte, uma hagiografia de Máximo, o Confessor, é de data muito posterior. É, contudo, amplamente atestado em selos do século VIII para frente, frequentemente ostentando o ofício de cubiculário ou paracemomeno. Era responsável pela introdução dos convidados dos banquetes imperiais, à espera do imperador com o pincerna, e carregando pratos da mesa imperial para os convidados. Fontes históricas, contudo, mostram que para alguns titulares do posto eram confiados tropas e outras atribuições especiais. Como muitos postos palacianos envolvendo acesso próximo ao imperador, era restrito para eunucos. Havia também o mestre da mesa da augusta (em grego: ὁ ἐπὶ τῆς τραπέζης τῆς Αὐγούστης; romaniz.: epi tēs trapezēs tēs Augoustēs), que tinha os mesmos deveres para com a imperatriz e, além disso, supervisionava suas barcas privadas.
O mestre da mesa era assistido por uma equipe, a chamada hipurgia (em grego: ὐπουργία; romaniz.: hypourgia), chefiada pelo doméstico da hipurgia (em grego: δομέστικος τῆς ὐπουργίας; romaniz.: domestikos tēs hypourgias), que incluía também secretários estilo notário da hipurgia (em grego: νοτάριος τῆς ὐπουργίας; romaniz.: notarios tēs hypourgias). O estudiosos alemão Werner Seibt propôs que o mestre da mesa absorveu as principais funções do castrésio (kastrēsios), um oficial mais antigo com um papel aparentemente similar. Outro oficial com as mesmas funções, o cenário (kēnarios), é atestado apenas um par de vezes durante as primeiras décadas do século IX. Seibt considera-o um oficial subordinado do mestre da mesa ou um estágio intermediário entre o castrésio e a absorção total de suas funções pelo mestre da mesa.
Do século XIII para frente, o mestre da mesa e a variante doméstico da mesa tornaram-se puramente títulos honorários cortesões, desprovidos de quaisquer funções especiais. Nesse sentido, Nicéforo Gregoras registra que esta dignidade foi alegadamente conferida e feita hereditária pelos príncipes da Rússia do tempo de Constantino, o Grande (r. 306–337) em diante.